# Chunwang
Chunwang (en népalais : चुनवाङ) est un comité de développement villageois du Népal situé dans le district de Rukum. Au recensement de 2011, il comptait 3 114 habitants.